# Parti humaniste de solidarité
Le Parti humaniste de solidarité (en portugais : Partido Humanista da Solidariedade, abrégé en PHS) est un parti politique brésilien fondé en 1997 sous le nom de Parti de la solidarité nationale (en portugais : Partido da Solidariedade Nacional, abrégé en PSN), favorable au distributionnisme et à la défense des valeurs chrétiennes.
Aux élections parlementaires de 2002, le PHS a obtenu 0,3 % des voix et aucun député. En 2006, il obtient 0,5 % des voix et deux députés.
À la suite de ces dernières élections, le PMN tente de constituer un nouveau parti, dénommé Mobilisation démocratique, en fusionnant avec le Parti populaire socialiste et le Parti de la mobilisation nationale mais la procédure est rejetée par le Tribunal suprême fédéral et les partis impliqués reprennent leur existence.
En 2010, le PHS soutient la candidature de Dilma Rousseff, investie par le Parti des travailleurs et conserve ses deux sièges de députés.
Il disparait en 2019, absorbé par Podemos.